# Pala di Castelfranco
Pala di Castelfranco ali Castelfranco Madonna – Marija z otrokom med Frančiškom in svetim Nikazijem je slika italijanskega renesančnega umetnika Giorgioneja, ki jo je naslikal okoli leta 1503 in jo hranijo v cerkvi v Castelfrancu Venetu, Giorgionejevem rojstnem kraju v Benečiji v severni Italiji.

## Zgodovina
Oltarno sliko je naročil kondotjer Tuzio Costanzo v spomin na svojega sina Mattea, ki je umrl zaradi vročice, ko je služil Beneški republiki leta 1499. Prav tako je naročil družinsko kapelo z grobnico Mattea in Tuzia, ki sta vgrajeni v steno na obeh straneh slike. Cerkev je bila pozneje porušena in leta 1724 nadomeščena z današnjo cerkvijo v Castelfrancu. Nova zgradba ima majhno kapelico s sliko in grobom Mattea neposredno pod njo. Costanzev grb, na njem so trije pari reber, je na grobnici na podstavku Marijinega prestola (nekateri znanstveniki razmišljajo, da je sveti Nikazij najbrž portret Mattea).
Sliko so v preteklosti slabo restavrirali, 10. decembra 1972 je bila celo ukradena. Po natančni obnovi, ki jo je prevzela akademija Laboratories v Benetkah v letih 2002 in 2003, je bila razstavljena na razstavi Le maraviglie dell'arte in decembra 2005 vrnjena nazaj v Castelfranco.

## Opis
Slika je značilen motiv Sacra conversazione ('sveti razgovor') in kaže Marijo na prestolu z detetom s Frančiškom in svetim Nikazijem desno in levo. Figura v oklepu je bila prej opredeljena kot borec, svetnik sveti Jurij ali sveti Liberalis, zaščitnika Castelfranca. Matteo in njegov brat Brutus Muzio sta bila člana malteškega viteškega reda, na zastavi katerega je sveti Nikazij (mučeniški svetnik). Tradicionalna shema kompozicije je posvečena novi uporabi elementov, kot sta prestol in krajina, ki zavzame dobršen del ozadja. Omembe vredno je tudi nesklicevanje na cerkvene elemente arhitekture.
Tehnika slikanja je pittura senza disegno (slikanje brez risanja), kot to imenuje Vasari. To je bil nov način v slikarstvu revolucionarne beneške šole, uporabljen na Giorgionejevi slavni sliki Nevihta (La Tempesta). Tizian, Giorgionejev učenec, je bil eden najpomembnejših zastopnikov tega sloga. Sveti Frančišek je zelo podoben tistemu v Bellinijevem oltarju San Giobbe (Pala di San Giobbe) (okoli 1487).